# Campeonato Europeo de Triatlón de 1998
El XIV Campeonato Europeo de Triatlón se celebró en Velden (Austria) el 4 de julio de 1998 bajo la organización de la Unión Europea de Triatlón (ETU) y la Federación Austríaca de Triatlón.

## Resultados
| Evento    | Oro                                     | Plata                                       | Bronce                                     |
| --------- | --------------------------------------- | ------------------------------------------- | ------------------------------------------ |
| Masculino | Andrew Johns Reino Unido 1:51:09        | Jean-Christophe Guinchard · Suiza · 1:51:10 | Volodymyr Polikarpenko · Ucrania · 1:51:11 |
| Femenino  | Wieke Hoogzaad · Países Bajos · 2:04:31 | Ingrid van Lubek · Países Bajos · 2:04:35   | Stephanie Forrester Reino Unido 2:04:42    |

## Medallero
| Núm. | País         | Oro | Plata | Bronce | Total |
| ---- | ------------ | --- | ----- | ------ | ----- |
| 1    | Países Bajos | 1   | 1     | 0      | 2     |
| 2    | Reino Unido  | 1   | 0     | 1      | 2     |
| 3    | Suiza        | 0   | 1     | 0      | 1     |
| 4    | Ucrania      | 0   | 0     | 1      | 1     |
|      | TOTAL        | 2   | 2     | 2      | 6     |